# Liothyrella multiporosa
Liothyrella multiporosa är en armfotingsart som beskrevs av Foster 1974. Liothyrella multiporosa ingår i släktet Liothyrella och familjen Terebratulidae. Inga underarter finns listade i Catalogue of Life.